# Hulk
Hulk este un personaj ficțional, un supererou, care apare în cărțile de benzi desenate publicate de Marvel Comics. Creat de Stan Lee și Jack Kirby, personajul a apărut prima oară în The Incredible Hulk #1 (mai 1962). Hulk este un monstru umanoid mutant, gigantic, verde, iradiat, cu o forță incredibilă și care nu își poate controla furia.

## Vezi și
- Lou Ferrigno